# Андрей Букурещлиев (композитор)
Вижте пояснителната страница за други личности с името Андрей Букурещлиев.
Андрей Атанасов Букурещлиев (на френски: André Boucourechliev) е френски композитор от български произход.

## Биография
Роден е на 28 юли 1925 г. в София. Син е на юриста Атанас Букурещлиев и внук на офицера Андрей Букурещлиев (1857 - 1925). Роден е в семейство, почитащо музикалното изкуство. Докато учи френски в началното училище „Сестрите на майка Тереза“, взима уроци при леля си Дора, преподавателка по пиано, учила в Дрезден, която била очарована от своя ученик. Никой обаче нямал амбицията да го превръща в дете-чудо, поради което той се посвещава на музиката едва след като завършва френския колеж в София и се дипломира в българска реална гимназия.
След първата голяма бомбардировка на американците над София през януари 1944 г. (втората разрушава къщата на дядото на Андре, където самият той живеел), жителите на града са евакуирани и бъдещият пианист заминава за Чамкория, заедно с група приятели. Това е щастливо време за младежите, прекарано в творческа, задушевна среда и посветено на четене, спорт, музика – слушат плочи на Бах, германските романтици, Малер.
След войната в София идват да свирят някои от великите пианисти на онова време. Андре и приятелите му посещават рециталите на Артуро Бенедети Микеланджели, Моник дьо ла Брюшолери и Дину Липати, чието „перлено“ свирене Андре си поставя за цел да имитира и говори за него непрестанно.
Едва през 1946 г., на двадесет и една години Андре постъпва в Консерваторията в София, в класа по пиано на Панка Пелишек, получила образованието си в Прага. По това време младият пианист изнася първите си концерти и още тогава свири виртуозен репертоар: Бах, Шуман („Пеперуди“, „Детски сцени“), сонатите на Бетховен, Голяма брилянтна полонеза от Шопен, Лист и дори Картини от една изложба от Мусоргски, както Равел и Де Файа. В рамките на два рецитала изпълнява последните четири сонати от Бетховен и неговите „Вариации по Диабели“.
Заедно с няколко свои колеги, той създава концертна бригада, която свири за работниците във фабриките – тази инициатива му спечелва медал „ударник първа степен“. Разбира се, както толкова други, мечтае да продължи следването си в чужбина.
През 1948 г. правителството организира конкурс за музикални изпълнители. В рамките на културна конвенция, която изтича на следващата година и така и не бива подновена, Френското посолство отпуска на лауреата от конкурса стипендия за обучение в Париж.
Андре се представя на конкурса с първа и последна части (Синфония и Капричио) из Втора Партита в до минор от Бах, Свети Франциск ходи по вълните от Лист, както и Соната опус 31 № 2 в ре минор от Бетховен; на финала, заедно със Софийската филхармония изпълнява Концерт в Ми-бемол мажор от Лист. С всеобщ ентусиазъм е обявен за победител в конкурса. Свирил и спечелил, след което заминава да учи при Ив Нат в Париж.
Когато слиза от Ориент Експрес, той взима автобуса и се озовава лице в лице с Ромен Гари, по това време консул на Франция в София, с когото били добри познати. Първата седмица в Париж Андре прекарва именно като гост на писателя, на площад Сен Сюлпис.
В Екол нормал дьо мюзик Андре работи не с Ив Нат, а с Рейн Джаноли, в чийто клас по пиано постъпва през есента на 1949 г. През 1951 г. взима блестящо степента „диплом за концертно майсторство“ с председател на журито Алфред Корто. Тогава Андре свири Фантазия оп. 17 от Шуман, Реминисценции по тема от Дон Жуан от Лист и Соната оп. 110 от Бетховен.
За Андре това връщане към учението било необходимо, но същевременно „френското“ обучение – дистанцирано, сухо и консервативно, пречупило в него устрема, въодушевлението в контакта му с инструмента и публиката. Той подновява концертната си кариера и през март 1955 г. изнася рецитал в зала Гаво. От тази епоха съществуват записи, издадени на компактдиск, които днес дават представа за Андре като пианист.
Същевременно дейностите му се разнообразяват като израз на неговата широка култура, интереси към литературата, живописта, отличното познаване на няколко езика. В международния културен център „Роайомон“, където прекарва доста време, той завързва близки приятелства, среща плодотворни влияния, особено това на Борис дьо Шлозер, които го подтикват да навлезе още по-дълбоко в музикалните познания и най-вече, го насърчават в желанието му да композира. Неговата първа творба, датираща от 1956 г. е и най-първото му електронно произведение, останало извън каталозите, композирано в Студио ди фонология в Милано. През същата година излиза и първата книга на Андре, посветена на Шуман.
Андре посещава майсторския клас на Валтер Гизекинг в Саарбрюкен. Силната личност на големия майстор подклажда, по думите на самия Андре, пианистичния импулс у него, за да се усети свободен едва след смъртта на Гизекинг – да „смени кожата си“ и да стане композитор.
Андре просто спира да свири. Едва години по-късно, откъслечно и спорадично ще се връща към някогашния си репертоар. Известно време се увлича по елизабетинската музика, но тогава избира клавикорда, по-близък до лютнята. Вече възрастен, той отново се заема и дори разработва Прелюдии на Дебюси, които преди е учил с Гизекинг. Особено удоволствие му доставя камерната музика, било акомпанирайки приятелка, пееща произведения на големите романтици, било свирейки на едното от двете пиана в някой почитащ музиката дом.
В своите книги и статии често засяга проблемите на музикалния език и форма именно чрез произведенията за пиано. Например, в последната си недовършена книга за Дебюси, издадена след смъртта му, той изследва „творбата като сонорен модел“, имайки предвид Прелюдиите, подканяйки читателя да седне пред клавиатурата.
Като преподавател Букурещлиев става наследник на Оливие Месиен в Парижката консерватория, след което става лектор по съвременно музикознание в университета в Екс ан Прованс (1978 – 1985). Води семинари в École Normale Supérieure de Paris (1985-1987).
Живее в Париж до смъртта си на 13 ноември 1997 г.

## Творчество
След като няколко негови електроакустични и инструментални творби прозвучават на Domaine Musical, Букурещлиев придобива известност като композитор със серията от пет „Архипелази“, „отворени“ форми за различни инструментални състави (1967 – 1970). Следват „Сенки“ за струнен оркестър, „Лица“, клавирен концерт (1970 – 1975). Композира операта „Името на Едип“, следвана от „Легло
от сняг“ (1984) и „Огледало“ за глас и оркестър (1987). Автор е на произведения за пиано, включително „Шест етюда по Пиранезе“ (1975), както и камерни произведения, между които и три струнни квартета. В областта на електроакустичната музика работи в Студио по фонология на Италианското радио в Милано и в GRM в Париж, където сътворява „Thrène“ (1974), по недовършената поема на Стефан Маларме.
Букурещлиев е автор както на книги за Шуман, Бетховен, Стравински, Шопен и Дебюси, които са преведени на няколко езика, така и на „Музикалният език“ (издателство Fayard, 1993) – синтез на неговите изследвания в областта на музикалния език. Много от неговите статии са хроника на музикалния живот по онова време.

## Родословие
|  |  |  |  |  |  |                                  |                               |                               |                               |                                  |                                  |                                  |                                  |                                  |                                  |                                 |                                 | Атанас                          |                                 |                                 |                                 |                                 |                                 |  |  |                             |                             |                             |                             |                             |                             |  |  |  |  |  |  |  |  |  |  |  |  |  |  |  |  |  |  |
|  |  |  |  |  |  |                                  |                               |                               |                               |                                  |                                  |                                  |                                  |                                  |                                  |                                 |                                 |                                 |                                 |                                 |                                 |                                 |                                 |  |  |                             |                             |                             |                             |                             |                             |  |  |  |  |  |  |  |  |  |  |  |  |  |  |  |  |  |  |
|  |  |  |  |  |  |                                  |                               |                               |                               |                                  |                                  |                                  |                                  |                                  |                                  |                                 |                                 |                                 |                                 |                                 |                                 |                                 |                                 |  |  |                             |                             |                             |                             |                             |                             |  |  |  |  |  |  |  |  |  |  |  |  |  |  |  |  |  |  |
|  |  |  |  |  |  |                                  |                               |                               |                               | Андрей Букурещлиев (1857 – 1925) | Андрей Букурещлиев (1857 – 1925) | Андрей Букурещлиев (1857 – 1925) | Андрей Букурещлиев (1857 – 1925) | Андрей Букурещлиев (1857 – 1925) | Андрей Букурещлиев (1857 – 1925) |                                 |                                 | Ангел Букорещлиев (1870 – 1950) | Ангел Букорещлиев (1870 – 1950) | Ангел Букорещлиев (1870 – 1950) | Ангел Букорещлиев (1870 – 1950) | Ангел Букорещлиев (1870 – 1950) | Ангел Букорещлиев (1870 – 1950) |  |  | Сава Букурещлиев (? – 1876) | Сава Букурещлиев (? – 1876) | Сава Букурещлиев (? – 1876) | Сава Букурещлиев (? – 1876) | Сава Букурещлиев (? – 1876) | Сава Букурещлиев (? – 1876) |  |  |  |  |  |  |  |  |  |  |  |  |  |  |  |  |  |  |
|  |  |  |  |  |  |                                  |                               |                               |                               | Андрей Букурещлиев (1857 – 1925) | Андрей Букурещлиев (1857 – 1925) | Андрей Букурещлиев (1857 – 1925) | Андрей Букурещлиев (1857 – 1925) | Андрей Букурещлиев (1857 – 1925) | Андрей Букурещлиев (1857 – 1925) |                                 |                                 | Ангел Букорещлиев (1870 – 1950) | Ангел Букорещлиев (1870 – 1950) | Ангел Букорещлиев (1870 – 1950) | Ангел Букорещлиев (1870 – 1950) | Ангел Букорещлиев (1870 – 1950) | Ангел Букорещлиев (1870 – 1950) |  |  | Сава Букурещлиев (? – 1876) | Сава Букурещлиев (? – 1876) | Сава Букурещлиев (? – 1876) | Сава Букурещлиев (? – 1876) | Сава Букурещлиев (? – 1876) | Сава Букурещлиев (? – 1876) |  |  |  |  |  |  |  |  |  |  |  |  |  |  |  |  |  |  |
|  |  |  |  |  |  |                                  |                               |                               |                               |                                  |                                  |                                  |                                  |                                  |                                  |                                 |                                 |                                 |                                 |                                 |                                 |                                 |                                 |  |  |                             |                             |                             |                             |                             |                             |  |  |  |  |  |  |  |  |  |  |  |  |  |  |  |  |  |  |
|  |  |  |  |  |  | Атанас Букурещлиев (1888 – ?)    | Атанас Букурещлиев (1888 – ?) | Атанас Букурещлиев (1888 – ?) | Атанас Букурещлиев (1888 – ?) | Атанас Букурещлиев (1888 – ?)    | Атанас Букурещлиев (1888 – ?)    |                                  |                                  | Дора Букорещлиева (1889 – 1974)  | Дора Букорещлиева (1889 – 1974)  | Дора Букорещлиева (1889 – 1974) | Дора Букорещлиева (1889 – 1974) | Дора Букорещлиева (1889 – 1974) | Дора Букорещлиева (1889 – 1974) |                                 |                                 |                                 |                                 |  |  |                             |                             |                             |                             |                             |                             |  |  |  |  |  |  |  |  |  |  |  |  |  |  |  |  |  |  |
|  |  |  |  |  |  | Атанас Букурещлиев (1888 – ?)    | Атанас Букурещлиев (1888 – ?) | Атанас Букурещлиев (1888 – ?) | Атанас Букурещлиев (1888 – ?) | Атанас Букурещлиев (1888 – ?)    | Атанас Букурещлиев (1888 – ?)    |                                  |                                  | Дора Букорещлиева (1889 – 1974)  | Дора Букорещлиева (1889 – 1974)  | Дора Букорещлиева (1889 – 1974) | Дора Букорещлиева (1889 – 1974) | Дора Букорещлиева (1889 – 1974) | Дора Букорещлиева (1889 – 1974) |                                 |                                 |                                 |                                 |  |  |                             |                             |                             |                             |                             |                             |  |  |  |  |  |  |  |  |  |  |  |  |  |  |  |  |  |  |
|  |  |  |  |  |  | Андрей Букурещлиев (1925 – 1997) |                               |                               |                               |                                  |                                  |                                  |                                  |                                  |                                  |                                 |                                 |                                 |                                 |                                 |                                 |                                 |                                 |  |  |                             |                             |                             |                             |                             |                             |  |  |  |  |  |  |  |  |  |  |  |  |  |  |  |  |  |  |